# Tølløse
Tølløse is een plaats en voormalige gemeente op het eiland Seeland in Denemarken.

## Voormalige gemeente
De oppervlakte bedroeg 126,07 km². De gemeente telde 9832 inwoners waarvan 4884 mannen en 4948 vrouwen (cijfers 2005).
Na de herindeling van 2007 werden de gemeentes Jernløse, Svinninge, Tornved en Tølløse bij Holbæk gevoegd.

## Plaats
De plaats Tølløse telt 3694 inwoners (2007).

## Geboren
- Michael Rasmussen (1 juni 1974), wielrenner
- Mads Pedersen (18 december 1995), wielrenner